# Michael Mann
Michael Kenneth Mann (Chicago, 5 de fevereiro de 1943) é um cineasta estadunidense. Mann é formado em literatura inglesa e em Cinema. 
A maior parte de sua obra foca-se no gênero policial, com personagens obsessivos em suas atividades. Costuma operar ele próprio a câmera na fotografia de seus filmes, sendo que nos mais recentes optou pelo uso do formato digital.

## Biografia
Michael Mann começou sua carreira após ter se formado em Cinema pela Escola de Cinema de Londres. 
Começou com alguns filmes medianos, fez o televisivo "Condenado a Vitória", o primeiro filme de Hannibal Lecter, "Dragão Vermelho" (que mais tarde, teve um remake), e o terror "A Fortaleza Infernal", considerado seu melhor filme dos anos 1980, no início da carreira.
Começou a se destacar com o filme "O Último dos Moicanos" com Daniel Day-Lewis, o filme recebeu boas críticas, apesar da fraca bilheteria, o assunto sobre indígenas foi bem retratado pelo diretor.
Depois veio a consagração, teve a missão de dirigir os "mitos", Al Pacino e Robert De Niro juntos no espetacular Fogo Contra Fogo, além deles, Val Kilmer e Jon Voight também participam, o thriller policial conseguiu convencer os fãs dos atores e as críticas, mostrando a violência de Los Angeles, e como age um policial e uma quadrilha num verdadeiro jogo de gato e rato.
Quatro anos mais tarde, em 1999, aceitou fazer "O Informante", onde trabalhou novamente com Al Pacino e pela primeira vez com Russell Crowe. O filme foi um sucesso e recebeu indicações ao Óscar de Melhor Ator, Melhor Diretor e Melhor Filme.
Seu próximo filme foi Ali, novamente, mais um trabalho bem sucedido do diretor, Will Smith onde interpretou o mito da história do boxe, e foi indicado ao Oscar de Melhor Ator.
Já consagrado na carreira, fez o excelente "Colateral" estrelando Tom Cruise e Jamie Foxx, com participações de Mark Ruffalo e Javier Bardem, novamente foi indicado a alguns prêmios. Este foi o filme em que Mann teve maior preparação no psicológico dos atores e personagens, nos extras do DVD dá para reparar bem nisso.
Mais uma vez, Mann foi fazer o que fazia de melhor, suspenses policiais, e desta vez surgiu com Miami Vice, o filme baseado na série de televisão dos anos 1980 teve toda a mesma produção do seriado, exceto o elenco, Colin Farrell e Jamie Foxx foram elogiados por seus papéis, mas o filme não obteve grande sucesso.
Seu último filme, "Inimigos Públicos", levou ao cinema a vida e a história do assaltante John Dillinger. Interpretado brilhantemente por Johnny Depp, o filme obteve boas criticas e boa bilheteria, Christian Bale e Marion Cotillard também foram bem elogiados e lembrados.

## Filmografia
- 2023 - Ferrari
- 2015 - Blackhat
- 2009 - Inimigos Públicos (Public Enemies)
- 2006 - Miami Vice
- 2004 - Colateral (Collateral)
- 2001 - Ali (Ali)
- 1999 - O Informante (The Insider)
- 1995 - Fogo Contra Fogo (Heat)
- 1992 - O Último dos Moicanos (The Last of the Mohicans)
- 1989 - Os Tiras de Los Angeles (L.A. Takedown) (TV)
- 1986 - Caçador de Assassinos (Manhunter)
- 1983 - A Fortaleza Infernal (The Keep)
- 1981 - Ruas de Violência (Thief)
- 1979 - Condenado à Vitória (The Jericho Mile) (TV)
- 1972 - 17 Days Down the Line